# Jaume Gilabert Padreny
Jaume Gilabert Padreny (Reus, 16 d'agost de 1873 - 28 de desembre de 1972) va ser botiguer i escriptor.
Fill de Jaume Gilabert Clariana, de Reus i de Maria Padreny Vilà, de la nissaga dels Padreny de Sarral, on perdura aquest cognom en una plaça del nucli antic. Va compartir amb la seva germana Assumpta (fins que ella va morir l'any 1962) el negoci familiar de confiteria, que tenia gran prestigi a la ciutat. Va presentar els productes del seu obrador en exposicions internacionals guanyant diversos diplomes. El negoci el va iniciar Josep Padreny Güell l'any 1815, que, des de Tarragona, va anar a Reus i es va instal·lar en unes golfes del carrer de la Presó i es va traslladar l'any 1840 al lloc que ocupa l'actual Confiteria Padreny, al número 15 del carrer de l'Hospital, on encara persisteix després de més de 200 anys de negoci ininterromput. Avui dia és la confiteria més antiga de Catalunya regentada successivament per sis generacions de confiters.
Atret ja des de jove per inquietuds literàries, va publicar, principalment en prosa més que en vers, articles d'un cert valor intel·lectual. Aquesta afició a escriure el va impulsar, l'any 1891 a editar, junt amb altres joves de semblants inclinacions, el setmanari Reus literari: periòdich català, festiu e il·lustrat del que en va ser el director, amb la redacció situada a la seva casa pairal del carrer de l'Hospital. A la capçalera, il·lustrada pel dibuixant Ramon Miró Folguera, acostumava a haver-hi el retrat d'un personatge famós, sovint de Reus. Hi publicaven Josep Martí Folguera, Eugeni Mata i altres escriptors que a finals del segle xix formaven part del Grup modernista de Reus, agrupats al voltant de la llibreria de Josep Aladern. D'aquesta publicació en van sortir 42 números, de 8 pàgines en format foli, assolint un tiratge de 1000 exemplars, que s'imprimien a la Tipolitografia dEduard Navàs, fins al 3 de setembre del 1892.
Participava activament en diverses entitats culturals i recreatives locals. A començaments del segle xx era membre del «Club Velocipedista de Reus», (que l'any 1917 es va fusionar amb el C.F. Reus i amb el Sport Club Olímpia per a formar el Reus Deportiu. Era una època de gran efervescència ciutadana en què les entitats reusenques competien entre elles per a sobresortir. El Carnaval era un motiu més d'ostentació i lluïment. En els fastuosos Carnestoltes de l'any 1908 Jaume Gilabert, Benet Oriol, Emili Miret i Francesc Cubells, van formar la comparsa del Club Velocipedista que va desfilar amb la carrossa, tirada per dos mules, anomenada «La tassa de te», dalt de la qual, esplèndidament abillats amb autèntiques vestimentes xineses, van participar en la rua.

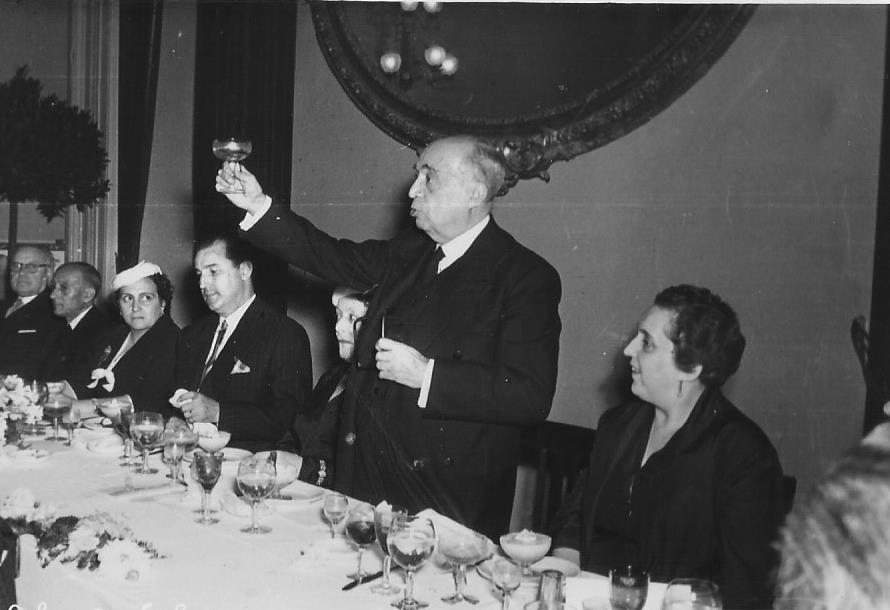
Brindis al Círcol

Per edat, era el soci amb el número 1 de la societat El Círcol, i se'l va convidar a ser la primera persona a pujar amb l'ascensor que es va inaugurar l'any 1952 amb motiu de la commemoració del centenari de l'entitat, que va ser una activitat més d'entre les moltes que es van programar al llarg d'una setmana.
Al juliol de l'any 1931 el Banc de Catalunya va presentar suspensió de pagaments arrossegant en la fallida al Banc de Reus (fundat l'any 1862), que malgrat la seva ràpida devaluació, va aconseguir resistir una temporada més. Jaume Gilabert era un dels nou delegats que van constituir la junta liquidadora, el desembre del 1933, per a negociar les condicions de l'absorció del Banc de Reus pel Banc Hispano Colonial. Les reunions es van interrompre per l'esclat de la Guerra Civil, i la consegüent col·lectivització de la botiga i del negoci el van obligar a confinar-se a Barcelona. Amb la victòria feixista, va reingressar a la junta liquidadora del Banc fins a l'any 1942, quan es van cloure definitivament les negociacions amb el Banc Hispano Colonial, que l'any 1950 va ser absorbit pel Banco Central.
Accionista i 17è. president, durant 20 anys (1946-1966), del Consell d'Administració de la societat Gas Reusense, empresa que l'any 1954, amb motiu de la celebració del centenari de la seva constitució, va publicar un breu historial en format llibret. La Societat, a més de gas canalitzat també va fabricar i distribuir electricitat amb Electra Reusense, des del 1899 al 1912, data en què es va vendre a Energia Elèctrica de Catalunya. La fàbrica de gas la va comprar la Catalana de Gas l'any 1969.